# Бирзейтский университет
Бирзейтский университет (BZU; араб جامعة بيرزيت) — университет, расположенный в городе Бирзейт, в нескольких километрах к северу от Рамаллы. Один из самых известных университетов на территории Палестинской автономии. Университет играет одну из ведущих ролей в палестинском внутриполитическом диалоге.

## История основания
В 1924 году Набия Насир (1891—1951) основала в Бирзейте первую в округе начальную школу для девочек из окрестных деревень. В 1930 году в школе было введено обучение как для мальчиков так и для девочек, а в 1942 году школа стала давать среднее образование. В те годы подобные учебные заведения назывались «колледжами». Под руководством Мусы Насира (1891—1971) в школе в 1953 году началось преподавание годичного курса обучения в области наук и искусства, а в 1961 году эти курсы стали двухгодичными. С этого момента школа получила статус высшего учебного заведения, что позволило ей занять важное место в ряду университетов арабского мира.

## Прекращение начального обучения
Поскольку колледж был единственным учреждением на Западном берегу реки Иордан, обеспечивающим получение высшего образования, он решил сосредоточить свои усилия на том, чтобы сделать образование доступным для как можно большего числа квалифицированных студентов. В результате программы начальной, подготовительной и средней школы стали постепенно сворачиваться. К 1967 году в Бирзейт сохранились только программы первого и второго года академического обучения.

## Преобразование в университет
После Шестидневной войны, когда Западный берег р. Иордан был оккупирован Израилем, руководство колледжа видело настоятельную необходимость в создании на оккупированных территориях полноценных университетов, в основном, чтобы обеспечить более широкие возможности получения образования для студентов, которым израильская военная администрация часто не позволяла продолжить образование за рубежом. Таким образом, колледж в 1972 году объявил о планах по созданию четырёхлетних программ, ведущих к степени бакалавра искусств и наук. Колледж также объявил о своем намерении построить новый учебный корпус на окраине города Бирзейт. В связи с ожидаемым расширением колледжа, основатели решили создать автономный совет попечителей для обеспечения преемственности этого учреждения. Совет был образован в 1973 году но прошло несколько лет, прежде чем израильская военная администрация власти утвердили его государственной регистрации в 1977 году Первым Председателем Совета после его регистрации стал Тауфик Абу Сауд (1902—1981). Развитие колледжа продолжалось, как и было намечено. Третий уровень году был введен в 1974 году и четвёртый в 1975 году. С добавлением четвёртого года, название колледжа было изменено, и учреждение стало официально называться «Бирзейтским университетом».

## Дальнейшая история
Университет стал членом Ассоциации Арабских Университетов в апреле 1976 года. А 11 июля 1976 года, университет отпраздновал выпуск своих первых выпускников бакалавров искусств и обладателей степени бакалавра наук. В 1977 году Бирзейтский Университет стал членом Международной Ассоциации Университетов (МАУ).
С созданием Палестинской автономии в 1993 году, университет решил ещё больше расширить свои программы развития, а также своих студентов и выпускников программы предложения в ответ на насущную потребность в хорошо подготовленных выпускников взять на себя новые обязанности нового палестинского государства. Несколько новых центров и институтов были разработаны и в 1995-96 годах, университет учредил программу обучения на третью степень.

## Основные задачи университета
Университет декларирует свою миссию следующим образом:
«Бирзейтский университет» высшее учебное заведение палестинских арабов действующее под руководством Автономного Совета попечителей, который определяет политику университета и несет за неё ответственность
Университет стремится к совершенству и поощряет творчество, эксперимент, новаторство, совершенство, а также совместной работу и демократические отношения на практике, закрепленные в плюрализме, свободе выражения мнения и уважение к другим.
Университет стремится преуспеть в сфере высшего образования, научных исследований, а также услуги для сообщества. С момента своего создания университета по-прежнему привержена обеспечению равных возможностей для обучения квалифицированных специалистов, и для подготовки студентов, чтобы стать хорошими гражданами активно участвующими в жизни общества"
Университет обеспечивает надлежащие условия для студентов, развивать свою личность и реализовать свой потенциал в атмосфере, которая подчеркивает, арабо-исламского наследия открытым для мира "

## Инцидент с премьер-министром Франции
При посещении университета Бирзейт в феврале 2000 года премьер-министр Франции Лионель Жоспен был буквально атакован студентами. Жоспен прибыл для открытия нового здания студенческого городка, построенного на французские пожертвования, однако в ходе его выступления студенты забросали гостя камнями и выкрикивали в его адрес оскорбительные ругательства. Это было реакцией студентов на то, что за два до этого Жоспен оценил действия ливанской группировки Хезболла как терроризм

## Известные выпускники и сотрудники
- Айяш, Яхья
- Ашрауи, Ханан
- Баргути, Марван
- Нусейбе, Сари
- Мухаммед Штайе
- Шкаки, Фатхи